# Дрожжин, Николай Васильевич
Николай Васильевич Дрожжин (род. 28 августа 1965, Воронеж, СССР) — советский прыгун в воду, заслуженный мастер спорта СССР, заслуженный тренер России.

## Биография
В 1987 году окончил Воронежский государственный институт физической культуры. С 1985 по 1988 годы активно выступал на различных соревнованиях, получил звание «Заслуженный мастер спорта СССР по прыжкам в воду».
На тренерской работе с 1994 года. Среди его воспитанников — серебряный призёр Олимпийских игр 2004 года в Афинах Наталья Гончарова. C 2004 года — заслуженный тренер России.
Женат на Елене Дрожжиной.

## Спортивные достижения
- Чемпион Европы по прыжкам в воду (1985)
- Двукратный обладатель Кубка Европы (1986, 1988)
- Победитель Игр Доброй Воли в Москве (1986)
- Неоднократный победитель и призёр международных соревнований (1983—1988)